# Zona Bale
Zona Bale (Afan Oromo: Baale) es una de las zonas de la región de Oromía, en Etiopía. Bale recibe su nombre por el antiguo Reino de Bale, que tuvo aproximadamente la misma superficie. 
El punto más alto de la Zona Bale también lo es de Oromía, el monte Batu (4.307 m), que pertenece a los Montes Urgoma. Entre los ríos se citan el Wabe y el Gestro o Weyib; entre los lagos se incluyen el Garba Gurastsch y el Hora Orgona. Son puntos de interés en esta zona el Sheikh Hussein —por la tumba de un santo musulmán—, el parque nacional de las Montañas Bale, y las cuevas de Sof Omar. Las ciudades de Bale incluyen Dodola, Ginir, Goba y Robe.
Según la Agencia Central de Estadística de Etiopía (Central Statistical Agency, CSA) en 2005 5.130 toneladas de café se produjeron en esta zona de Etiopía, el 2,2 % del total producido en el país.

## Demografía
Según el censo de 2007, Bale tenía 1.402.492 habitantes con una densidad de 32,1. Los tres grupos étnicos principales eran los oromo (91,2 %), los amhares (5,7 %) y los somalíes (1,44 %). La mayoría de los habitantes son musulmanes (81,83 %). Los cristianos ortodoxos de Etiopía eran el 16,94 % y los protestantes el 1,04 %.